# Paramphibotettix lieftincki
Paramphibotettix lieftincki är en insektsart som beskrevs av Günther, K. 1938. Paramphibotettix lieftincki ingår i släktet Paramphibotettix och familjen torngräshoppor. Inga underarter finns listade i Catalogue of Life.